# 르노 윈드

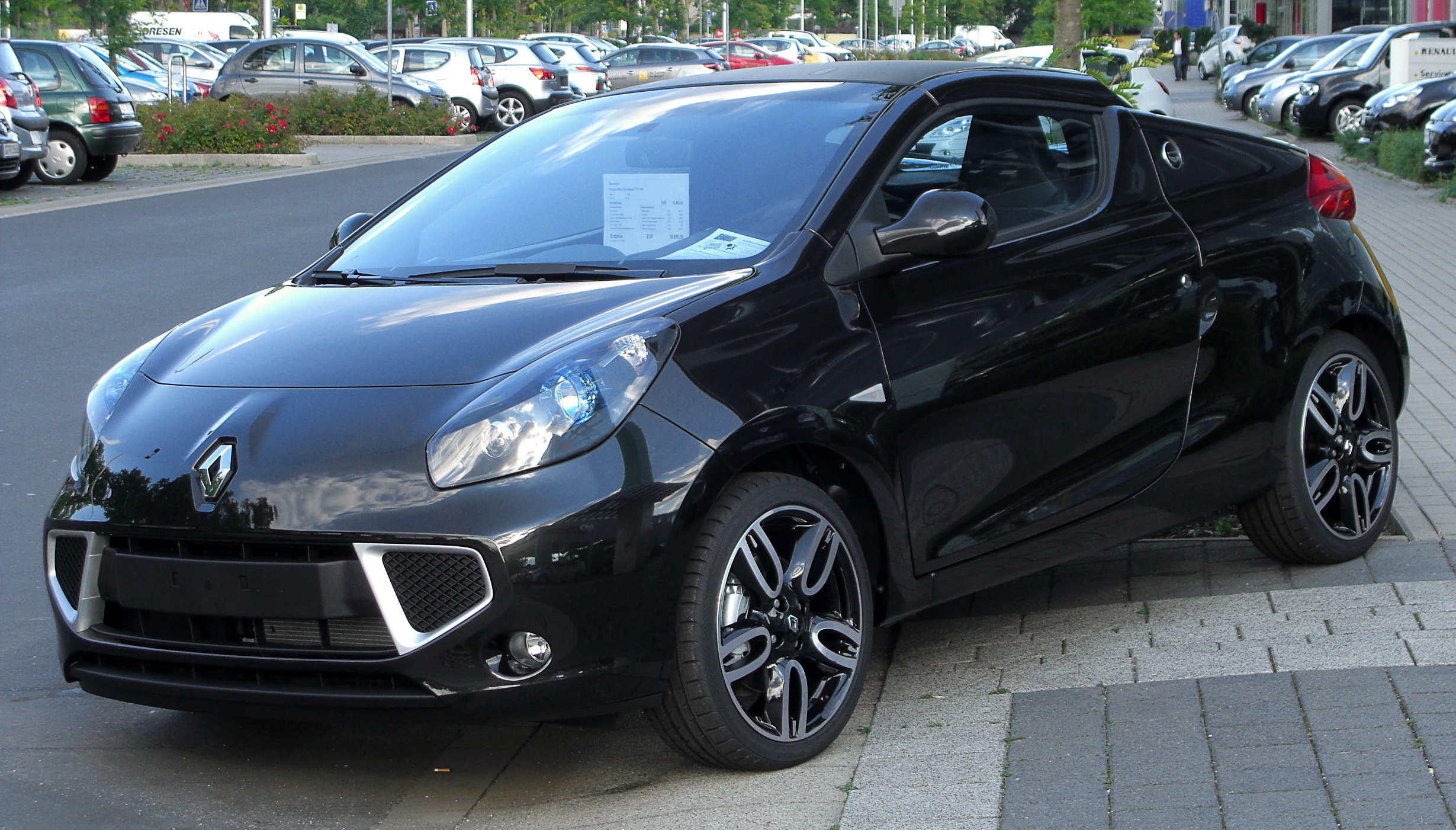
르노 윈드 정측면

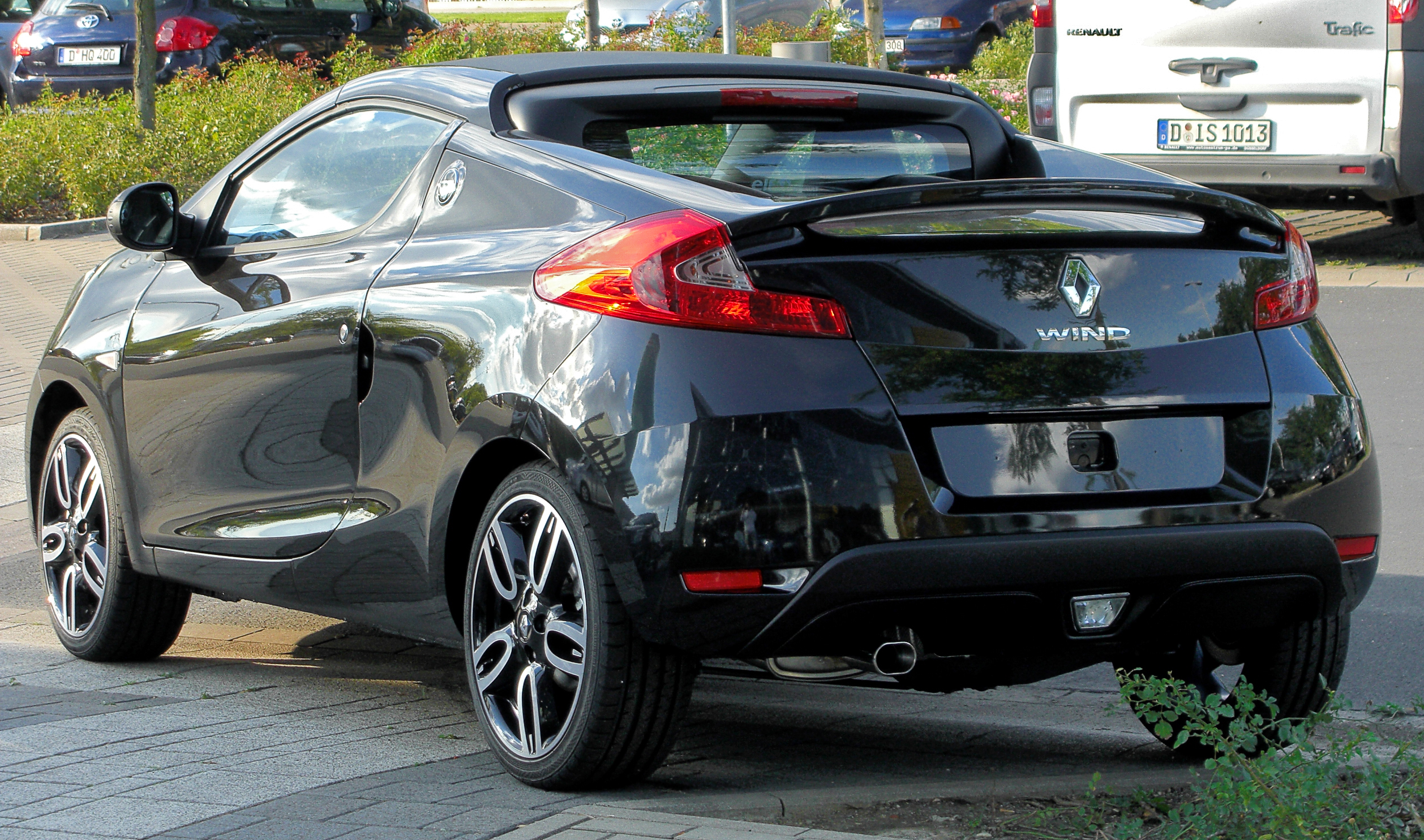
르노 윈드 후측면

르노 윈드(Renault Wind)는 프랑스의 자동차 회사인 르노가 생산, 판매된 소형 스포츠 로드스터이다. 2004년에 가을에 파리 모터쇼를 통해 2+1인승 형식의 컨셉트 카가 공개되었다. 이를 기반으로 한 동명의 양산형은 2010년 2월 2일에 생산될 것이라 밝혔고, 3월에 제네바 모터쇼에서 공개된 후, 5월 7일에 출시되었다. 트윙고를 기반으로 했으나, 독자 개발된 차체와 전동 회전 개폐식 지붕을 갖춘 것으로 쿠페 및 로드스터 외에도 타르가 톱의 장점도 누릴 수 있었다. 섀시는 물론, 엔진, 서스펜션, 시트, 스티어링의 개발은 르노 스포츠가 종사하였으며, 일본의 자동차 디자이너인 스즈키 야스히로가 디자인하였다. 트윙고 보다 전장이 230mm가 늘어났으며, 100마력의 1.2L 터보 엔진 (TCE)과 134마력의 1.6L 자연 흡기 엔진 등 2가지 엔진이 제공되었으며, 변속기는 5단 수동만 제공되었다. 전동 개폐식 지붕은 180도 뒤로 회전하도록 설계되었으며, 개폐 시간까지 불과 12초 밖에 걸리지 않는다. 또한 트렁크 룸은 루프의 개폐 상태에 관계 없이 270L의 용량을 확보하여 경량화하면서 적재도 고려했다. 2012년 2월에 영국에서 판매가 중단되었고, 2013년 6월에 후속 차종 없이 단종되었다. 최초 출시부터 단종될 때까지 슬로베니아의 노보 메스토에서 현지 생산되었다.

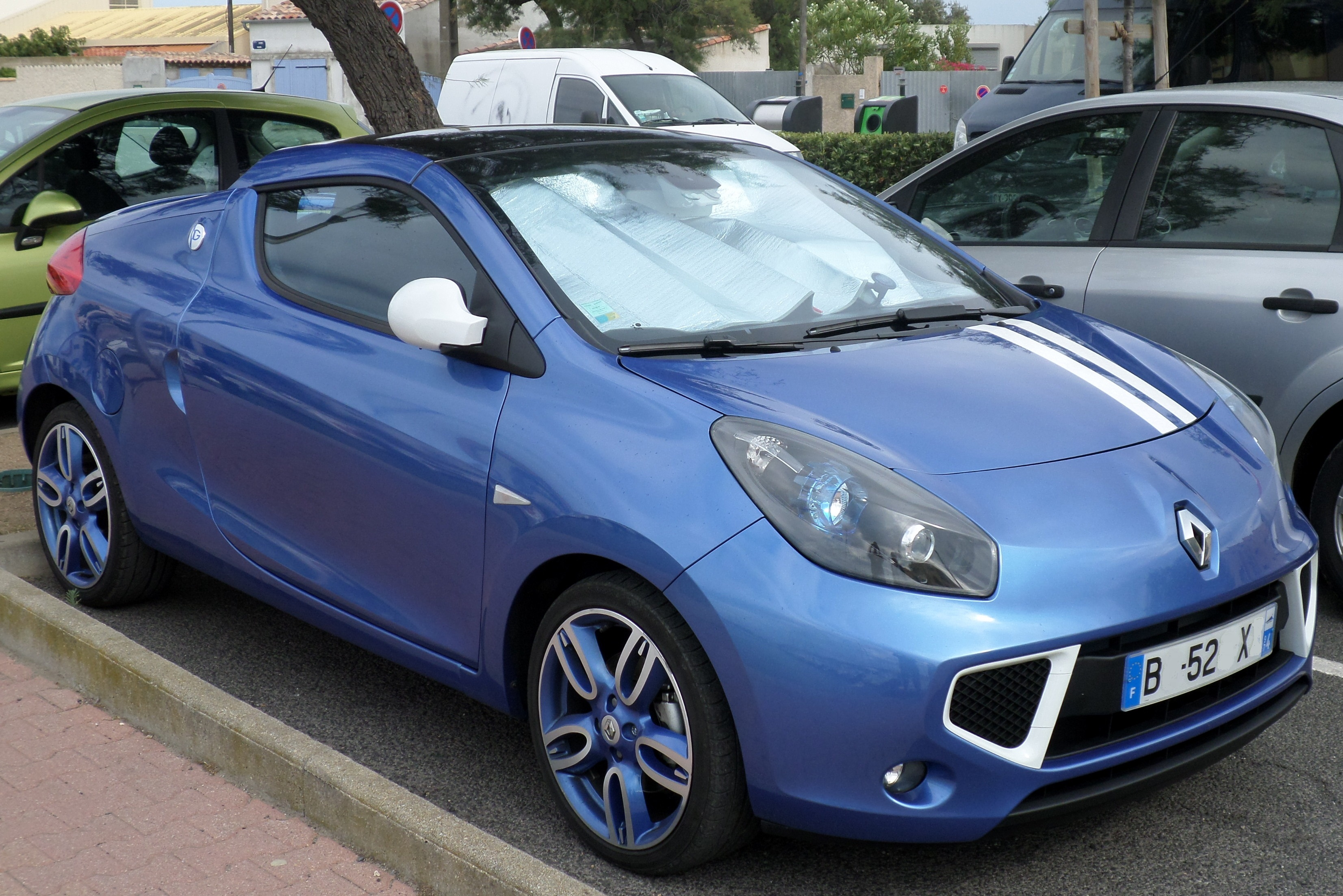
르노 윈드 고르디니 정측면
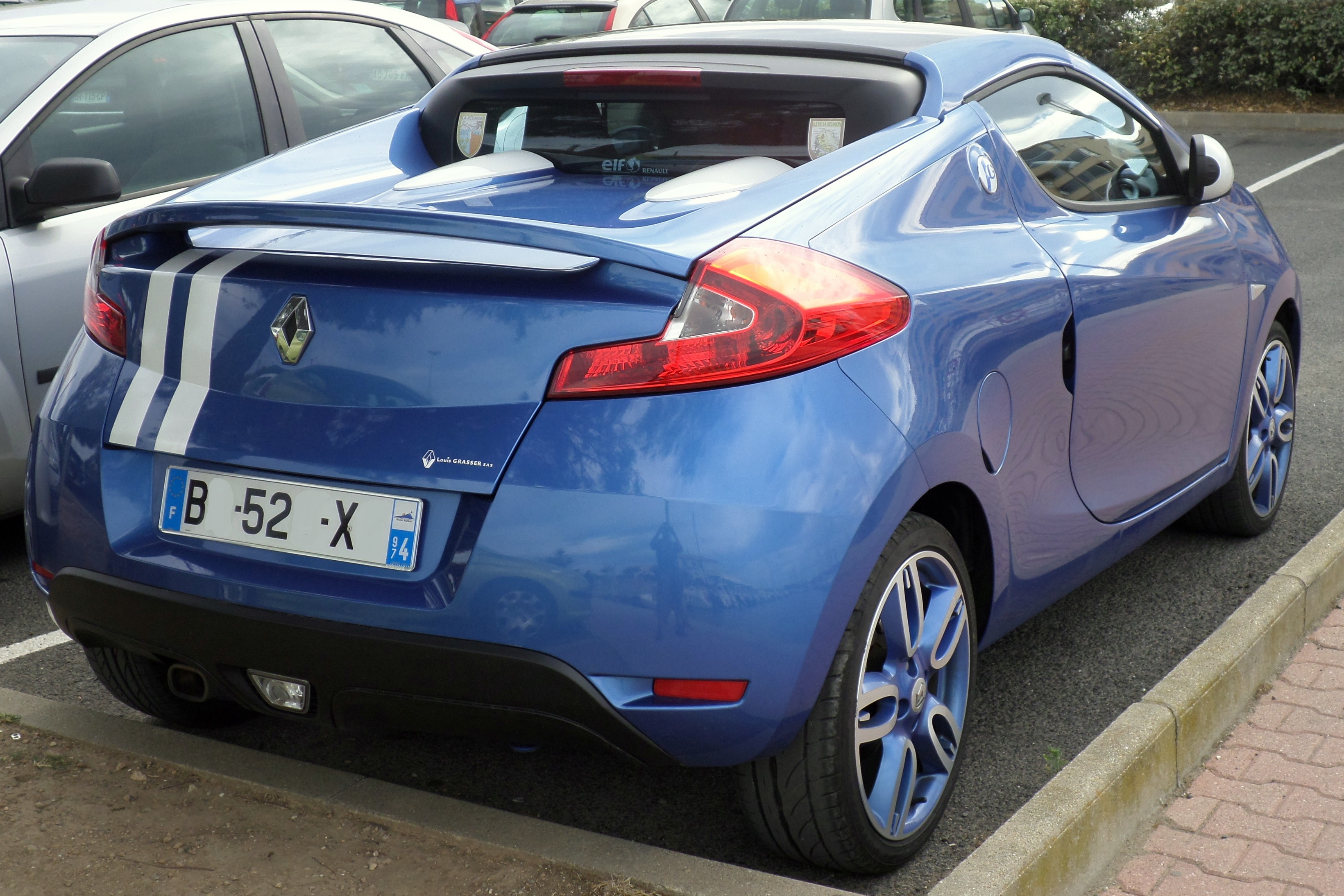
르노 윈드 고르디니 후측면
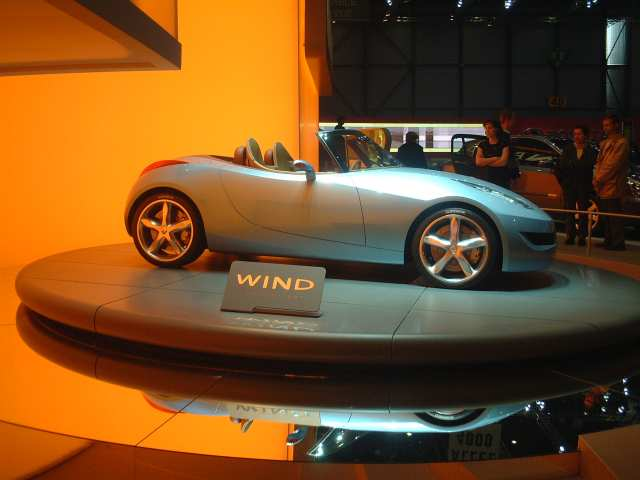
르노 윈드 컨셉트 카 측면

## 같이 보기
- 르노 클리오
- 르노 트윙고